# Arnold II (IV) van Bentheim-Tecklenburg
Arnold II van Bentheim-Tecklenburg / Arnold IV van Steinfurt (Neuenhaus, 10 of 11 oktober 1554 - Tecklenburg, 11 januari 1606) was graaf van Bentheim, Tecklenburg en Steinfurt, alsook door het huwelijk graaf van Limburg. Hij is naar Bentheimse und Tecklenburgse rangorde de tweede regerende graaf met zijn naam, in Steinfurt de vierde; als enige met zijn naam draagt hij in Limburg geen volgnummer.

## Leven

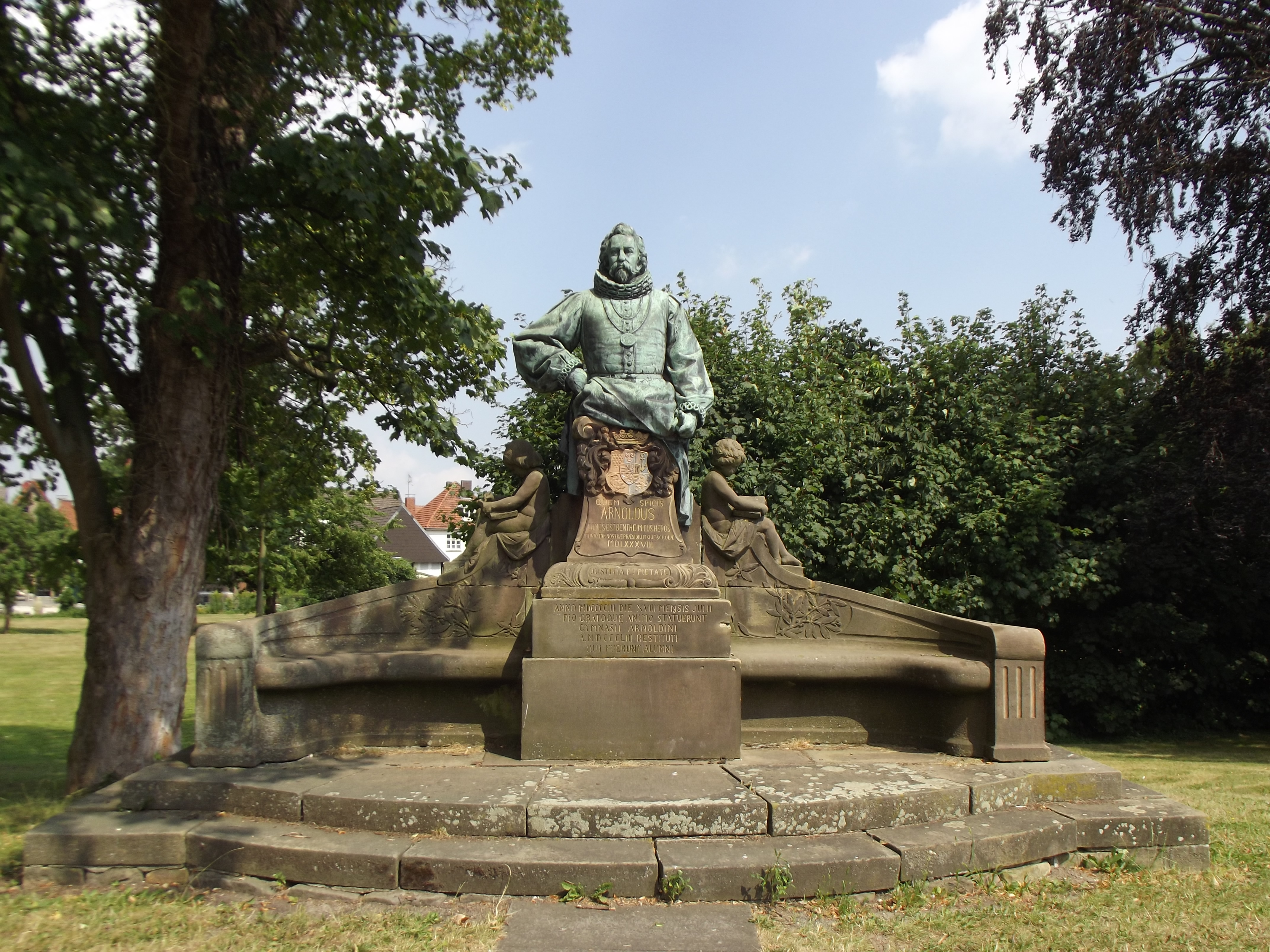
Monument in Steinfurt

Arnold is de zoon van graaf Eberwin III van Bentheim-Steinfurt (ä. L.) en gravin Anna van Tecklenburg-Schwerin. Zijn jeugdjaren bracht hij door in Stift Leeden bij Tecklenburg met zijn zuster Walburga.
Dankzij zijn moeder ontving hij een speciale geestelijke opleiding. Hij volgde de prinselijke opleiding in Gulik om de "schone kunsten, talen en ridderlijke oefeningen" te leren. De jonge graaf voltooide deze onder leiding van zowel een katholieke als een gereformeerde leraar. In 1571 ging hij naar het "Academisch Gymnasium" in Straatsburg. Daar studeerde hij protestantse theologie, rechten en politiek. Arnold moet als onderdeel van zijn Grand tour na de studie in Straatsburg ook het Franse hof in Parijs bezoeken. Dit plan verviel toen de protestantse graaf hoorde over de excessen in de Bartholomeusnacht. Zijn opleiding zet hij voort aan het landgrafelijk Hessische hof in Kassel.
Door erfenis en huwelijk verkreeg en verenigde hij een aanzienlijk aantal kleine territoria. Het waren de graafschappen Bentheim, Tecklenburg, Steinfurt, Limburg aan de Lenne, Nederrijnse bezittingen, de heerlijkheid Rheda en Vogteirechte in het keurvorstendom Keulen. Als gevolg daarvan nam de politieke betekenis van het gravenhuis Bentheim-Tecklenburg toe. Dit kon echter niet worden gehandhaafd vanwege het ontbreken van het eerstgeboorterecht en daaropvolgende erfenissen met landopsplitsingen. Tijdens zijn bewind had graaf Arnold ook te maken met een opvolgingsproces met de graven van Solms-Braunfels vanwege het graafschap Tecklenburg.
Tussen 1588 en 1593 introduceerde graaf Arnold II (IV) geleidelijk de gereformeerde leringen van Johannes Calvijn en Huldrych Zwingli in zijn territoria. Met de leer van deze twee protestantse theologen had hij als student aan het "Academisch Gymnasium" van Straatsburg in  1571 en 1572 kennisgemaakt. In zijn tijd in Straatsburg stond niet alleen het geloof centraal, maar was het ook politiek pedagogisch vormend voor graaf Arnold. Hij laat in zijn graafschappen scholen vestigen. In Schüttorf in het graafschap Bentheim begon in september 1588 in een voormalig nonnenklooster een school gesticht door graaf Arnold als Latijnse school met haar lessen. Dit was de eerste schoolstichting van de graaf, tot dan toe had hij zich beperkt tot het doneren aan bestaande scholen. Vanwege invallen door vijandelijke troepen werd in 1591 de school van Schüttorf verplaatst naar Steinfurt. Uit deze school ontstond in 1853 het Gymnasium Arnoldinum te Steinfurt.
Arnold II van Bentheim-Tecklenburg stierf in 1606 na een reeks van 39 convulsieve aanvallen ten gevolge van plotseling ontstane epilepsie. De Düsseldorfse arts Galenus Weyer, die naar Tecklenburg was gekomen, kon hem niet redden. Samen met de apotheker en chirurg David balsemde Weyer het lijk. Graaf Arnold werd begraven in de evangelisch-gereformeerde parochiekerk in Bentheim.

## Nageslacht
In Wesel trouwde hij op 26 juli 1573 met Magdalena van Nieuwenaar-Alpen, een dochter van Gumprecht II van Nieuwenaar-Alpen. Het echtpaar had de volgende kinderen:
- Otto (Steinfurt, 22 december 1574 - 1574)
- Eberwin Wirich (Bentheim, 14 januari 1576  - Padua, 31 mei 1596 )
- Adolf (Steinfurt, 7 juli 1577 - 5 november 1623) ∞ 1606 met Margaretha van Nassau-Idstein
- Anna (4 januari 1579 - 9 december 1624) ∞ 1595 met prins Christian I van Anhalt-Bernburg
- Arnold Jost (4 april 1580 - 26 augustus 1643) ∞ 1608 met Anna Amalia van Isenburg-Büdingen
- Amalie Amoena (Tecklenburg, 15 mei 1581 in - Bentheim, 31 januari 1584)
- Wilhelm Heinrich (Bentheim, 13 februari 1584 - 6 oktober 1632) ∞ 1617 met Anna Elisabeth van Anhalt-Dessau
- Konrad Gumprecht (Bentheim, 10 maart 1585 - 10 maart 1618) ∞ 1616 met Johannetta Elisabeth van Nassau-Siegen
- Amoena Amalia (Bentheim, 19 maart 1586 - 3 september 1625) ∞ 1606 met Lodewijk I van Anhalt-Köthen
- Friedrich Ludolf (Bentheim, 23 augustus 1587 - 8 januari 1629)
- Magdalena (Steinfurt, 6 mei 1591 - 1649) ∞ 24 mei 1631 in Steinfurt met Georg Ernst, zoon van Joost van Limburg-Stirum

Dit artikel of een eerdere versie ervan is een (gedeeltelijke) vertaling van het artikel Arnold II. (IV.) von Bentheim-Tecklenburg op de Duitstalige Wikipedia, dat onder de licentie Creative Commons Naamsvermelding/Gelijk delen valt. Zie de bewerkingsgeschiedenis aldaar.